# Edictum Chlotharii
Das Edictum Chlotharii von 614, auch Pariser Edikt genannt, ist eine Verfassungsurkunde des Frankenreiches, die durch Gewährung wichtiger Rechte an den Adel eine wichtige Stufe im frühmittelalterlichen Feudalisierungsprozess darstellt.
Das Frankenreich war zwischen 567 und 612/613 in die drei Teilreiche Neustrien, Burgund und Austrasien aufgeteilt, die von untereinander verwandten Königen der Merowingerdynastie regiert wurden. Nachdem es unter den Königen von Austrien und Burgund zum Bruderkrieg gekommen war, sah nun Chlothar II., auf Anraten seines neustrischen Adels, die Gelegenheit, den aus dieser Auseinandersetzung siegreich hervorgegangenen Vetter Theuderich II. (ein Enkel der Regentin Brunichild) bzw. nach dessen Tod 613 seinen Sohn Sigibert II. zu besiegen. Dies gelang ihm auch, Brunichild und Sigibert II. ließ er töten. Dem fränkischen Adel aber, der entscheidend geholfen hatte, ihn zum König des wiedervereinten Reiches zu machen (auch auf austrischer Seite fand er Unterstützer, die sich von Brunichilde lossagten), musste er nun Zugeständnisse machen, die auf einer Synode in Paris eingefordert worden waren und die 614 im Edictum Chlotharii verbrieft wurden.
Wichtigste Regelung war, dass die Grafen nur noch in der Region amtieren durften, aus der sie stammten. Sie erhielten auch mehr politische Rechte gegenüber dem König, dem damit die Möglichkeit genommen war, Männer seines Vertrauens einzusetzen. Außerdem existierte das wichtige Amt des Hausmeiers. Zwar wurde die monarchische Spitze des Reiches vereint, für die Teilreiche aber wurden jeweils eigene Hausmeier beibehalten, auch das stellte eine gewisse Schwächung der Zentralgewalt dar. Immerhin wurde in geistlichen Dingen die königliche Oberhoheit insofern bestätigt, als die Beschlüsse von Chlodwig I. im Konzil von Orléans von 511 bestätigt wurden, wonach dem König eine entscheidende Mitsprache bei der Bischofsinvestitur zugestanden wurde.
Maßgeblich auf der Adelsseite an der Abfassung des Edikts beteiligt waren Pippin der Ältere und Arnulf von Metz, deren Nachfahren, die Karolinger, einige Generationen später die Merowinger ablösen sollten.